# Saint-Pierre-d'Albigny
Saint-Pierre-d'Albigny is een gemeente in het Franse departement Savoie (regio Auvergne-Rhône-Alpes). De plaats maakt deel uit van het arrondissement Chambéry. Saint-Pierre-d'Albigny telde op 1 januari 2022 4.175 inwoners.

## Geografie
De oppervlakte van Saint-Pierre-d'Albigny bedroeg op 1 januari 2022 18,46 vierkante kilometer; de bevolkingsdichtheid was toen 226,2 inwoners per km².

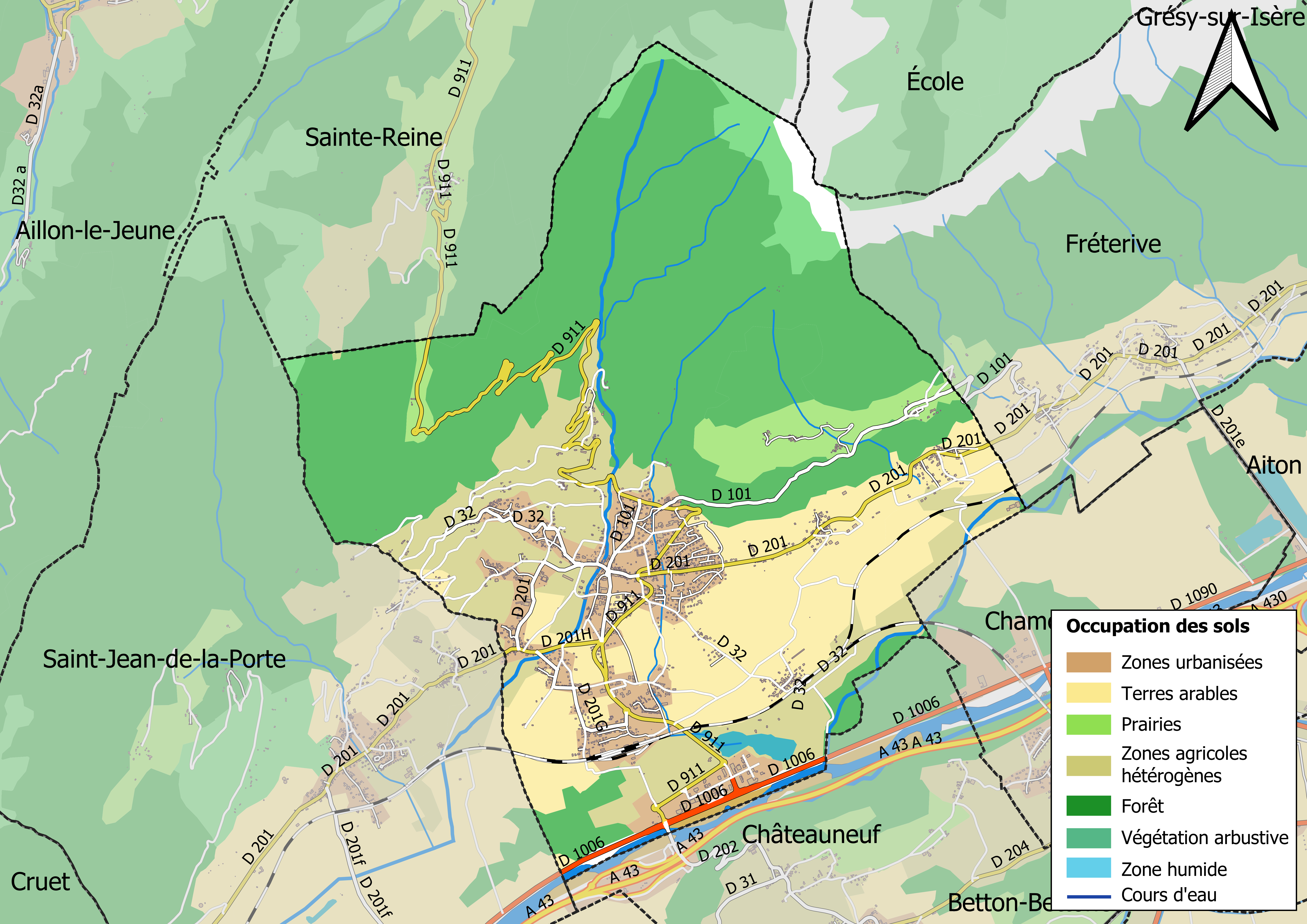
Kaart van de gemeente met de belangrijkste infrastructuur, bodemgebruik en omliggende gemeenten

## Verkeer en vervoer
In de gemeente ligt spoorwegstation Saint-Pierre d'Albigny.

## Demografie
Onderstaande figuur toont het verloop van het inwonertal (bron: INSEE-tellingen).